# Ponticola
Ponticola là một chi của Họ Cá bống trắng.

## Các loài
Chi này hiện hành có các loài sau đây được ghi nhận:
- Ponticola bathybius (Kessler, 1877)
- Ponticola cephalargoides (Pinchuk, 1976)
- Ponticola constructor (Nordmann, 1840)
- Ponticola cyrius (Kessler, 1874)
- Ponticola eurycephalus (Kessler, 1874)
- Ponticola gorlap (Iljin, 1949)
- Ponticola kessleri (Günther, 1861): Đầu to là dấu hiệu đặc trưng của loài này. Môi trường sống của nó là nước ngọt và nước lợ với độ mặn từ 0-0,5‰ đến 1,5-3,0‰.
- Ponticola platyrostris (Pallas, 1814)
- Ponticola ratan (Nordmann, 1840)
- Ponticola rhodioni (Vasil'eva & Vasil'ev, 1994)
- Ponticola rizensis (Kovačić & Engin, 2008)
- Ponticola syrman (Nordmann, 1840)
- Ponticola turani (Kovačić & Engin, 2008)